# تأمل الطاوية
تأمل الطاوية، يشير إلى الممارسات التأملية التقليدية المرتبطة بفلسفة الطاوية الصينية وديانتها، بما يشمل التركيز، والانتباه الذهني، والتأمل، والتخيل البصري. وتعود أقدم الإشارات الصينية إلى التأمل إلى فترة الممالك المتحاربة (475–221 قبل الميلاد).
تبنى الطب الصيني التقليدي وفنون القتال الصينية بعض تقنيات التأمل الطاوي. ومن بين هذه الأمثلة تمارين التنفس داويين «الإرشاد والسحب»، وتقنيات النيدن «الخيمياء الداخلية»، وممارسات النييجونغ «المهارة الداخلية»، وتمارين التنفس تشيغونغ، وتقنيات تشان تشوانغ «الوقوف مثل العمود». وقد حدث التبني في الاتجاه المعاكس أيضًا، إذ أصبحت فنون القتال تايجي تشوان «قبضة القمة العظمى» واحدة من ممارسات رهبان الطاوية المعاصرين، مع أنها لم تكن تاريخيًا ضمن التقنيات التقليدية.

## المصطلحات
تحتوي اللغة الصينية على العديد من الكلمات الرئيسية لممارسات التأمل الطاوية، وبعضها يصعب ترجمتها بدقة إلى اللغة الإنجليزية.

### أنواع التأمل
تُميز ليفيا كوهن بين ثلاثة أنواع أساسية من التأمل الطاوي، وهي: «التركيزي»، و«البصيراتي»، و«التخيلي».
«دينغ» (定) تعني حرفيًا «القرار، الثبات، الاستقرار، الحسم، الصلابة، القطع»، وقد استخدمها علماء مبكرون مثل «شوانزانغ» لترجمة مصطلح (سامادهِي) السنسكريتي، الذي يعني «تأمل عميق ومتأمل» في النصوص البوذية الصينية. وفي هذا السياق، تترجم كوهن مصطلح «دينغ» إلى «تأمل بنية» أو «امتصاص كامل». ويحتوي نص «زُووَانغلون» (坐忘論) على قسم بعنوان «تايدينغ» (泰定)، ويُترجم إلى «تركيز عميق».
«غوان» (觀) تعني في الأصل «النظر بعناية، المراقبة، الملاحظة، التأمل، التمحيص»، وهي أيضًا اسم الرسم السداسي رقم 20 في كتاب التغيرات (يي جينغ): «غوان – المشاهدة». وقد أصبح مصطلح «غوان» مصطلحًا تقنيًا طاويًا يعني «الدير» أو «الدير التأملي»، كما في «معبد لوغوان» (樓觀)، الذي يعني «برج المراقبة»، وكان مركزًا طاويًا رئيسيًا من القرن الخامس حتى القرن السابع. تقول كوهن إن كلمة «غوان» «تُلمح إلى دور المواقع المقدسة الطاوية باعتبارها أماكن اتصال بالكائنات السماوية ومراقبة النجوم». طور أساتذة الطاوية في أسرة تانغ (618–907) التأمل بالملاحظة «غوان» انطلاقًا من ممارسة «تشيغوان(止觀) » البوذية في مدرسة «تيانتاي»، التي تُعادل التأمل البوذي المزدوج «شاماتا–فيبشانا»، أي «شاماتا»: التأمل على الثبات أو التهدئة، و«فيبشانا»: التأمل البصيراتي أو التحليلي. توضح كوهن: «يشير المصطلحان إلى الشكلين الأساسيين للتأمل البوذي: «تشي» (止) هو تمرين تركيزي يهدف إلى الوصول إلى توجيه العقل نحو نقطة واحدة أو إلى إيقاف جميع الأفكار والنشاطات الذهنية، أما «غوان» (觀) فهو ممارسة لقبول البيانات الحسية بانفتاح، وتُفسر وفقًا للعقيدة البوذية بوصفها نوعًا من «البصيرة» أو «الحكمة». يسعى ممارسو تأمل «غوان» لدمج الوعي الفردي في الفراغ وتحقيق الوحدة مع الطاو.

«تسون» (存) تعني عادة «الوجود، الحضور، البقاء، النجاة»، لكنها في سياق التأمل الطاوي تحمل معنى «إيجاد الوجود» أو «استحضار الوجود». وفي تقنية التأمل الطاوي، التي نشرتها كل من مدرسة «شانغتشينغ» (Shangqing) ومدرسة «لينغباو»  (Lingbao)
تعني أن المتأمل من خلال تركيز واعٍ ونية موجهة يُحدث وجود طاقات معينة في أجزاء معينة من الجسد، أو يجعل آلهة معينة أو نصوصًا مقدسة تظهر أمام عينه العقلية.لهذا السبب، غالبًا ما يُترجم المصطلح إلى «تخيل بصري»، أو اسمًا إلى «تصور». مع ذلك، ولما كان المعنى الأساسي لكلمة «تسون» لا يقتصر فقط على «الرؤية» أو «الوعي»، بل يشمل أيضًا الوجود الحقيقي أو الحضور الفعلي، فقد تكون الترجمة «تحقيق» أو «تجسيد» أدق، وإن بدت غريبة على القارئ الغربي. 

### كلمات رئيسية أخرى
ضمن الأنواع الثلاثة المذكورة من التأمل الطاوي، توجد بعض الممارسات المهمة، منها:
- «زُووَانغ» ((坐忘، «الجلوس للنسيان»، وقد سُجلت أول مرة في كتاب «تشوانغتسي» (القرن الثالث قبل الميلاد).
- «شُويي» ( (守一، «حراسة الواحد، الحفاظ على الوحدة»، تنطوي على دينغ «تأمل تركيزي» على نقطة واحدة أو إله داخل الجسد، وترتبط بتقنيات الخيمياء الطاوية وطول العمر. ويقول المؤلف الدكتور والمعلم تشي غانغ شا إن شُويي تعني التركيز التأملي على جين دان (金丹) أي «كرة الضوء الذهبي»، حسب تعبيره.
- «نيي غوان» ( (內觀، «المراقبة الداخلية، الرؤية الباطنية»، وهي تصور داخلي للجسم والعقل، بما يشمل أعضاء تسانغفو، والآلهة الداخلية، وحركات تشي، والعمليات الفكرية.
- «يُوَان يو» ((遠遊، «الرحلة البعيدة، التجوال النشواني»، المعروفة أكثر بصفتها عنوان القصيدة «يوان يو» من ديوان «تشوتسي»، وهي رحلة تأملية إلى بلدان بعيدة، وجبال مقدسة، والشمس والقمر، ولقاءات مع الآلهة والكائنات الخالدة شيان.
- «زُووُو بُو» ( (坐缽، «الجلوس حول الوعاء/ساعة الماء»، وهي ممارسة تأمل جماعي لدى مدرسة تشيوان تشن، وكانت مرتبطة بتأمل زُووُو تشان البوذي -الذي يُعرف في اليابانية «زازن»- أي «تأمل الجلوس».

## فترة الممالك المتحاربة
الإشارات الصينية المبكرة إلى التأمل تعود إلى فترة الممالك المتحاربة (475–221 قبل الميلاد)، عندما ازدهرت مدارس الفكر المئة الفلسفية.

### غوانزي ونيييه
تتضمن أربعة فصول من كتاب «غوانزي» أوصافًا لممارسات التأمل: شينشو ((心術، «تقنيات العقل» (الفصلان 36 و37)، بايشين (白心)، «تطهير العقل» (الفصل 38)، ونيييه «التدريب الداخلي» (الفصل 49). يعتقد الباحثون المعاصرون أن نص نيييه كُتب في القرن الرابع قبل الميلاد، وأن الفصول الأخرى استُمدت منه. ويعد أيه. سي. غراهام أن نيييه هو ربما أقدم نص «صوفي» في الصين، ويصفه هارولد روث «بأنه دليل نظري وعملي للتأمل، يحتوي على أقدم إشارات إلى التحكم في التنفس وأول نقاش حول الأساس الفيزيولوجي لتنمية الذات في التقليد الصيني». وبسبب الإجماع على أن الفلاسفة هوانغ-لاو الطاويين الأوائل في أكاديمية جيشيا في مملكة تشي هم من ألفوا جوهر كتاب غوانزي، فإن تقنيات التأمل الواردة في نيييه تُعد «طاوية المذهب» من الناحية التقنية، لا «طاوية دينية».
يربط البيت الثامن من نيييه بين دينغشين ((定心، «تثبيت العقل» وبين حدة السمع وصفاء البصر، وتوليد جينغ (精)، «الجوهر الحيوي». ومع ذلك، كما يقول روث، تُعد الفكر «عقبة في سبيل الوصول إلى العقل المنظم، خصوصًا عندما يصبح مفرطًا».
«إذا استطعت أن تنسجم وتكون ساكنًا،
عندها فقط يمكنك أن تكون ثابتًا.
بعقلٍ مستقر في جوهرك،
وبعينين وأذنين حادتين صافيتين،
وأطراف أربعة ثابتة راسخة،
يمكنك أن توفر بذلك مأوى للجوهر الحيوي.
الجوهر الحيوي: هو جوهر الطاقة الحيوية.
عندما تُوجَه الطاقة الحيوية، يتولد هذا الجوهر.
لكن عندما يتولد، تظهر الأفكار،
وعندما تظهر الأفكار، يظهر الإدراك،
لكن عندما يظهر الإدراك، يجب أن تتوقف.
فكلما ازدادت معارف العقل،
فقدت حيويتك».
يحتوي البيت 18 من نيييه على أقدم إشارة صينية معروفة لممارسة التأمل القائم على التحكم في التنفس. ويُقال إن التنفس «يلتف وينفك» أو «ينقبض ويتمدد»، بحيث تشير الالتفاف/الانقباض إلى الزفير، والانفكاك/التمدد إلى الشهيق.
«لكي يمارس الجميع هذا الطريق:
يجب أن تلتف، يجب أن تنقبض،
يجب أن تنفك، يجب أن تتمدد،
يجب أن تكون ثابتًا، يجب أن تكون منتظمًا [في هذه الممارسة].
تمسك بهذه الممارسة الممتازة، لا تتركها.
اطرد الزائد، وتخلَ عن التافه.
وعندما تبلغ غايتها القصوى،
ستعود إلى الطريق وقوته الداخلية».